# Pseudopaludicola
Pseudopaludicola é um gênero de anfíbios da família Leptodactylidae.
As seguintes espécies são reconhecidas:
- Pseudopaludicola ameghini (Cope, 1887)
- Pseudopaludicola atragula Pansonato, Mudrek, Veiga-Menoncello, Rossa-Feres, Martins & Strüssmann, 2014
- Pseudopaludicola boliviana Parker, 1927
- Pseudopaludicola canga Giaretta & Kokubum, 2003
- Pseudopaludicola ceratophyes Rivero & Serna, 1985
- Pseudopaludicola facureae Andrade & Carvalho, 2013
- Pseudopaludicola falcipes (Hensel, 1867)
- Pseudopaludicola giarettai de Carvalho, 2012
- Pseudopaludicola hyleaustralis Pansonato, Morais, Ávila, Kawashita-Ribeiro, Strüssmann & Martins, 2012
- Pseudopaludicola llanera Lynch, 1989
- Pseudopaludicola mineira Lobo, 1994
- Pseudopaludicola murundu Toledo, Siqueira, Duarte, Veiga-Menoncello, Recco-Pimentel, & Haddad, 2010
- Pseudopaludicola mystacalis (Cope, 1887)
- Pseudopaludicola parnaiba Robert, Cardozo & Ávila, 2013
- Pseudopaludicola pocoto Magalhães, Loebmann, Kokubum, Haddad & Garda, 2014
- Pseudopaludicola pusilla (Ruthven, 1916)
- Pseudopaludicola restinga Cardozo, Baldo, Pupin, Gasparini & Haddad, 2018
- Pseudopaludicola saltica (Cope, 1887)
- Pseudopaludicola serrana Toledo, 2010
- Pseudopaludicola ternetzi Miranda-Ribeiro, 1937